# Магаданский механический завод
Магаданский механический завод — российское предприятие горного машиностроения, специализируется на производстве промывочного оборудования для россыпных месторождений золота и платины.
Полное наименование предприятия — Акционерное общество «Магаданский Механический Завод».

## История
Магаданский механический завод образован 15 июня 1937 года на базе мастерских авторемонтного завода, находившегося в ведении управления автотранспорта  Дальстроя, первоначально завод ремонтировал автомобили и тракторы. Позднее завод стал производить запасные части к горному оборудованию, монтировать промывочные приборы. 
 
С 1940-х годов завод освоил самостоятельный выпуск промывочного оборудования. В 30-х — 40-х годах прошлого столетия Магаданский авторемонтный завод являлся также конечной точкой пригородной лесовозной железной дороги, на территории завода располагалась лесопилка
С 1 января 1970 года с к заводу присоединены Марчеканский механический завод и Магаданский завод топливной аппаратуры[что?], с этого момента вплоть до 1 января 1987 года завод носил название Магаданский ремонтно-механический завод, впоследствии было возвращено прежнее наименование.
1 ноября 1992 года завод стал дочерним предприятием АО «Северовостокзолото».
С 2015 года Публичное акционерное общество "Магаданский механический завод".

## Продукция
Завод выпускает:
промывочные приборы для добычи золота из россыпных месторождений на базе:
- пластинчатых грохотов ГГМ-3, ППМ-5;
- вибрационных грохотов ПШВ-40, ПШВ-150;
- скрубберные промывочные приборы ПБШ-40, ПБШ-75, ПБШ-100;
- гидроэлеваторные приборы ПГБ-75, ПГШ-30, ПГШ-50, ПГШ-75.
- шлюзовые приставки для извлечения мелкого и пластинчатого золота ПШО-100, ПШО-1500
- насосные станции на электрическом и  дизельном приводах 8НДв и 12НДс с различными вариантами исполнений;
- запасные части к горно-обогатительному оборудованию и насосам,
- изделия литейного производства.

## Сбыт
Для удобства недропользователей, находящихся на значительном удалении от Магаданской области, специалистами завода разработаны конструкции промывочных приборов, которые позволяют разместить их в стандартных контейнерах. Продукция завода поставляется на предприятия Магаданской, Кемеровской, Новосибирской областей, Хабаровского, Красноярского, Забайкальского, Камчатского краёв, республик Бурятия, Якутия, Чукотского автономного округа, экспортируется в Таджикистан, Казахстан и Мали, объём экспорта в 2010 году составил 9,6 млн руб.